# Cheval cabré au tapis de selle rouge
Le Cheval cabré au tapis de selle rouge est une peinture à l'huile sur toile créée par Théodore Géricault, lequel tableau représente probablement Tamerlan, un cheval des écuries de Versailles sous le Premier Empire. De couleur blanche, cet étalon porte un tapis de selle de couleur rouge et effectue une levade. 
La peinture est conservée au Musée des Beaux-Arts de Rouen depuis 1923.

## Dénomination
Cette œuvre est connue sous plusieurs titres. Le titre officiel selon la base Joconde est « Cheval cabré au tapis de selle rouge ». Son ancien titre est « Tamerlan, le cheval de l'empereur ». Elle est aussi titrée « Cheval blanc fléchissant sur ses genoux ». Dans l'ouvrage de Bruno Chenique, cette peinture est intitulée « Cheval cabré, dit Tamerlan ».

## Réalisation et attribution
Cette peinture est créée entre 1812 et 1816 selon la base Joconde ; l'historien de l'art Charles-Éloi Vial estime probable que ce tableau date de 1812 ou 1813. Une étude préparatoire qui ressemble beaucoup à ce tableau est conservée dans la collection Vercier du Havre, le dessin figurant en page 27,. 
Théodore Géricault visite à plusieurs reprises les écuries impériales de Napoléon Ier, à Versailles. Il y découvre vraisemblablement Tamerlan, un étalon arabe persan né en 1798 en Perse (Iran), entré à l'Équipage de selle de Versailles fin 1809 avant de rejoindre le Ministère de l'Intérieur en 1814 ; son portrait par Géricault l'a rendu célèbre. 
Il n'est cependant pas certain que cette peinture représente Tamerlan. Ce cheval a été peint de façon certaine par Horace Vernet en 1813. Géricault aurait peint un autre portrait de Tamerlan, qui selon la tradition serait son premier tableau peint après sa visite de la Grande Écurie de Versailles, en 1810.

## Description
La peinture représente un cheval cabré en levade, de couleur blanche. Le « rang de l'empereur » de l'animal est identifiable grâce à sa selle de velours rouge brodé d'or. Les couvre-fontes larges permettent d'identifier un équipement utilisé sous le Premier Empire.
Le tableau mesure 45,5 × 37,5 cm,.

## Parcours du tableau
Ce tableau a peut-être été vendu aux ventes Moinemare, car E. Piot le mentionne en 1843.
Le tableau a appartenu à George Sortais, qui l'a acquis en 1905 aux ventes Laurent d'Argentan,. Le musée des Beaux-Arts de Rouen a récupéré ce tableau en 1923, après que George Sortais en ait fait don en souvenir du conservateur Émile Minet, et le possède toujours.
À l'occasion du centenaire de la mort de Géricault, le tableau est exposé en 1924 à la Galerie Charpentier à Paris.